# Johan Alexander Götherhielm
Johan Alexander Götherhielm, tidigare Göthe, döpt 21 juli 1688 (g.s.) i Vadstena, Östergötlands län, död 18 januari 1764 (n.s.) på Hellerö säteri i Västra Eds socken, var en svensk sjöofficer.

## Biografi
Götherhielm var son till Anders Göthe (död 1694) och dennes hustru Susanna Schening (död 1708). Fadern var handelsman och borgare i Vadstena. Han gick redan som 14-åring i holländsk sjötjänst år 1702, men återkom till Sverige och blev volontär vid amiralitetet i Karlskrona 1705. Han befordrades till extra arklimästare 1706 för att bli ordinarie arklimästare 1709. Därefter följde befordringarna relativt snabbt, han blev konstapel 1710 och överstyrman 1712. Han utnämndes till officer av Karl XII och blev överlöjtnant 1716. Den 3 juli 1717 (g.s.) blev han Skeppskapten. Sedan dröjde det till den 18 oktober 1737 (g.s.) innan han blev Kommendörkapten. Han blev slutligen Kommendör den 6 augusti 1743 (g.s.). Han fick avsked från sin militärtjänst den 2 december 1752 (g.s.).
Götherhielm avled den 18 januari 1764 på Hellerö säteri och begravdes i Viby kyrka i en egen murad grav. Hans epitafium sitter i kyrkan och hans namn står på en av kyrkklockorna.

### Familj
Gifte sig första gången på Brunnsholm i Näs socken, Uppsala län den 25 februari 1718 (g.s.) med friherrinnan Catharina Maria von Danckwardt (1694-1742). Hon var dotter till landshövdingen Peter von Danckwardt och fru Anna Catharina Gyllenadler. Genom denna hustru kom Götherhielm i besittning av gården Uljeberg i Viby socken.
Götherhielm gifte sig andra gången 27 augusti 1745 (g.s.) i Viby socken, Östergötland med Märtha Ulfsparre af Broxvik, dotter till friherre Måns Ulfsparre af Broxvik och friherrinnan Margareta Ulfsparre af Broxvik.

## Utmärkelser
- Adlad - Av Karl XII den 16 november 1717 (g.s.) med namnet Götherhielm
- Riddare av Svärdsorden - 13 januari, 1749 (g.s.)